# Gute landwirtschaftliche Praxis
Gute landwirtschaftliche Praxis (oft kurz GAP für englisch Good Agricultural Practice) bezeichnet die Gute fachliche Praxis in der Landwirtschaft, insbesondere für die Landnutzung und die Tierhaltung. Laut EU ist gute landwirtschaftliche Praxis der gewöhnliche Standard der Bewirtschaftung, die ein verantwortungsbewusster Landwirt in der betreffenden Region anwenden würde. Dabei handelt es sich um einen unbestimmten Rechtsbegriff.
Die Ernährungs- und Landwirtschaftsorganisation der Vereinten Nationen (FAO) definiert Gute landwirtschaftliche Praxis folgendermaßen:

“Broadly defined, GAP applies available knowledge to addressing environmental, economic and social sustainability for on-farm production and post-production processes resulting in safe and healthy food and non-food agricultural products.”

„Allgemein definiert ist GAP die Anwendung verfügbaren Wissens auf Fragen der ökologischen, ökonomischen oder sozialen Nachhaltigkeit sowohl bei der landwirtschaftlichen Produktion als auch nachfolgenden Verarbeitung, die in sicheren und gesunden Lebensmitteln und anderen landwirtschaftlichen Erzeugnissen resultiert.“

## Inhalte
GAP umfasst u. a. Aspekte zur Lebensmittelsicherheit sowie zum Umwelt- und Tierschutz. Die gute landwirtschaftliche Praxis legt einen Rahmen fest für die ökonomisch effiziente Produktion von qualitativ hochwertigen sowie sicheren Lebensmitteln, bei gleichzeitiger Berücksichtigung umweltrelevanter Aspekte der landwirtschaftlichen Produktion. Ziel ist eine nachhaltige Produktion von sicheren und gesunden Lebensmitteln.
Der Begriff der guten landwirtschaftlichen Praxis wird konkretisiert in nationalem und internationalem landwirtschaftlichem Recht, zum Beispiel in Gesetzen und Verordnungen aus dem pflanzlichen Bereich (z. B. Düngeverordnung, Pflanzenschutzgesetz, Bundes-Bodenschutzgesetz), zur Tierhaltung (z. B. Tierschutzgesetz, Tierschutz-Nutztierhaltungsverordnung, Viehverkehrsverordnung) und zur Lebensmittelsicherheit (z. B.  Verordnung (EG) Nr. 178/2002).
Wichtige Inhalte der guten landwirtschaftlichen Praxis sind:
- ausgewogene und artgerechte Tierhaltung
- Dokumentation der Produktionsweise, insbes. im Pflanzenbau (z. B. Ackerschlagkarteien), in der Tierhaltung (z. B. Arzneimitteleinsatz) und zur Lebensmittelsicherheit (z. B. Gewährleistung der Rückverfolgbarkeit)
- Düngung und Pflanzenschutz nach den Prinzipien des integrierten, umweltgerechten Anbaus
- Erhalt der natürlichen Bodenfruchtbarkeit
- standortangepasste Bewirtschaftung
- Schutz von Biotopen
- Schutz des Grünlandes

Weitere Zusammenstellungen über die Grundsätze zur guten landwirtschaftlichen Praxis unter Einbezug der staatlichen Vorgaben wurden von vielen privatwirtschaftlichen Organisationen erarbeitet. Sie bilden die Grundlage für diverse privatwirtschaftliche Zertifizierungen von Qualitätsmanagementsysteme (z. B. QS – Qualität und Sicherheit, GlobalGAP) auf landwirtschaftlicher Erzeugerstufe.

## Recht
Gesetzlich verankert ist die gute fachliche Praxis in der Landwirtschaft in Deutschland in § 5 des Bundesnaturschutzgesetzes (BNatSchG) und in § 17 des Bundes-Bodenschutzgesetzes (BBodSchG).